# L'Auberge ensorcelée
L'Auberge ensorcelée je francouzský němý film z roku 1897. Režisérem je Georges Méliès (1861–1938). Film byl natočen na zahradě jeho domu v Montreuil ve Francii. Sám Méliès si ve filmu zahrál hlavní roli.
Motiv neklidného spaní se objevil už v jeho o rok starším snímku Une nuit terrible.

## Děj
Cestovatel se chce ubytovat ve svém hotelovém pokoji. Když si na postel odloží své zavazadla a plášť, věci zmizí. Poté zmizí i jeho čepice. Cestovatel si chce rozsvítit svíčku, ale ta se přesune z jednoho stolu na druhý. Když se mu podaří jí zapálit, tak svíčka vybuchne. Potom si odloží vestu, ale ta odlétne. Cestovatel si sundá holínky, které vzápětí odejdou. Poté zmizí i další svlečené oblečení a noční stolek. Cestovatel si přesto chce lehnout do postele, ale ta zmizí. Cestovatel vstane a postel se zase objeví, jenže vtom zmizí židle, což muže už tak vyděsí, že uteče z místnosti.